# 1858 Lobachevskij
1858 Lobachevskij eller 1972 QL är en asteroid i huvudbältet som upptäcktes den 18 augusti 1972 av den sovjetisk-ryska astronomen Ljudmila Zjuravljova vid Krims astrofysiska observatorium på Krim. Den har fått sitt namn efter den ryske matematikern Nikolaj Lobatjevskij.
Asteroiden har en diameter på ungefär tio kilometer.